# Mycenella rubropunctata
Mycenella rubropunctata är en svampart som beskrevs av Boekhout 1985. Mycenella rubropunctata ingår i släktet Mycenella och familjen Tricholomataceae.   Inga underarter finns listade i Catalogue of Life.
I den svenska databasen Dyntaxa används istället namnet Mycenella trachyspora för samma taxon.  Arten är reproducerande i Sverige.